# Doraemon: Nobita no taiyō ō densetsu
Doraemon: Nobita no taiyō ō densetsu (のび太の太陽王伝説?), è un film d'animazione del 2000 diretto da Tsutomu Shibayama.
Si tratta del ventesimo film di Doraemon, distribuito nelle sale giapponesi dal 4 marzo 2000.

## Trama
Utilizzando un apparecchio magico chiamato "Buco dimensionale", Doraemon e Nobita si recano nell'antico Regno del Sole per incontrare il principe Thio, che assomiglia in maniera incredibile a Nobita. Il principe e Nobita decidono quindi di "scambiarsi" per un po' di tempo, dando vita per entrambi ad un'avventura interdimensionale.